# Życie przed oczami
Życie przed oczami (ang. The Life Before Her Eyes) – amerykański film fabularny z 2007 roku w reżyserii Vadima Perelmana, na podstawie powieści Laury Kasischke o tym samym tytule. 
Światowa premiera filmu miała miejsce 8 września 2007 podczas Międzynarodowego Festiwalu Filmowego w Toronto.

## Fabuła
Nastolatka Diana (Evan Rachel Wood) nie może się doczekać nadejścia dorosłości. Przez ostatnie dni przed wakacjami wiedzie beztroskie życie pełne szaleństw. Jej przyjaciólka Maureen jest jej przeciwieństwem. Pewnego dnia ich szkolny kolega rozpętuje strzelaninę i staje naprzeciw nich każąc im wybierać, która z nich ma zginąć. Piętnaście lat później dorosła Diana (Uma Thurman), przykładna żona i matka, pracuje na uczelni i prowadzi z pozoru idealne życie. Mimo to wciąż wspomina traumatyczne zdarzenie sprzed lat. Zbliża się rocznica tragicznych wydarzeń, a wokół Diany wszystko zdaje się ogarniać coraz większy chaos.

## Obsada
- Uma Thurman - Diana McFee
- Evan Rachel Wood - Młoda Diana McFee
- Eva Amurri - Maureen
- Brett Cullen - Paul McFee
- Gabrielle Brennan - Emma McFee
- Adam Chanler-Berat - Ryan Haswhip
- Oscar Isaac - Marcus
- Maggie Lacey - Amanda
- Nathalie Paulding - Młoda Amanda
- John Magaro - Michael Patrick
- Molly Price - Matka Diany

## Przyjęcie filmu
Film w amerykańskich kinach zarobił ponad 303 tys. USD, a na świecie ponad 7,2 mln USD. Na stronie internetowej Rotten Tomatoes krytycy (93 recenzje) dali mu 24% aprobaty, a na Metacritic.com filmowi (bazując na 25 recenzjach) wystawiono ocenę 38/100. Internauci cenią film nieco bardziej, oceniając go na 6,3/10 (8727 użytkowników) w serwisie Imdb.com i 6,7/10 (4256 użytkowników) na polskim serwisie filmowym Filmweb.pl.